# Чемпіонат Литви з футболу серед жінок
Чемпіонат Литви з футболу серед жіночих команд лит. A Lyga — щорічне змагання для литовських жіночих футбольних клубів, проводиться Литовською федерацією футболу. Найтитулованіший клуб Литви — «Гінтра Універсітетас» (19 чемпіонських титулів). Переможець змагання отримує можливість зіграти в жіночій Лізі чемпіонів.

## Команди-учасниці сезону 2025 року
- «Гінтра» (Шяуляй);
- «Хегельманн» (Раудондваріс);
- «Банга» (Гаргждай);
- «Трансінвест» (Галине);
- МФА «Жальгіріс»-МРУ (Вільнюс)
- «Жальгіріс» (Вільнюс) (новачки).

## Формат
Чемпіонат складається з 20 матчів. Команди грають між собою 4 рази. А-ліга 2018 стартувала 29 березня, а останній матч зіграли 11 листопада.

## Чемпіони
Список чемпіонів.
- 1994:  «Олімпія Центрас» (Каунас)
- 1994/95:  «Політехніка» (Каунас)
- 1995/96:  «Вільнюс FM»
- 1996/97:  «Габія-Політехніка» (Каунас)
- 1997/98:  «Крістіна» (Вільнюс)
- 1998/99:  «Політехніка-Сіка» (Каунас)
- 1999: «Гінтра» (Шяуляй)
- 2000: «Гінтра» (Шяуляй)
- 2001: «Швентупе» (Укмерге)
- 2002: «ТексТіліте» (Укмерге)
- 2003: «Гінтра Універсітетас» (Шяуляй)
- 2004: «ТексТіліте» (Укмерге)[2]
- 2005: «Гінтра Універсітетас» (Шяуляй)
- 2006: «Гінтра Універсітетас» (Шяуляй)
- 2007: «Гінтра Універсітетас» (Шяуляй)
- 2008: «Гінтра Універсітетас» (Шяуляй)
- 2009: «Гінтра Універсітетас» (Шяуляй)
- 2010: «Гінтра Універсітетас» (Шяуляй)
- 2011: «Гінтра Універсітетас» (Шяуляй)
- 2012: «Гінтра Універсітетас» (Шяуляй)
- 2013: «Гінтра Універсітетас» (Шяуляй)
- 2014: «Гінтра Універсітетас» (Шяуляй)[3]
- 2015: «Гінтра Універсітетас» (Шяуляй)
- 2016: «Гінтра Універсітетас» (Шяуляй)[4]
- 2017: «Гінтра Універсітетас» (Шяуляй)[5]
- 2018: «Гінтра Універсітетас» (Шяуляй) (17)
- 2019: «Гінтра Універсітетас» (Шяуляй) (18)
- 2020: «Гінтра Універсітетас» (Шяуляй) (19)
- 2021: «Гінтра» (Шяуляй) (20)
- 2022: «Гінтра» (Шяуляй) (21)
- 2023: «Гінтра» (Шяуляй) (22)
- 2024: «Гінтра» (Шяуляй) (23)